# Вилесе
Вилѐсе (на италиански: Villesse; на фриулски: Vilés, Вилес) е село и община в Северна Италия, провинция Гориция, автономен регион Фриули-Венеция Джулия. Разположено е на 18 m надморска височина. Населението на общината е 1729 души (към 2011 г.).